# Ranunculus matsudai
Ranunculus matsudai Hayata ex Masam. – gatunek rośliny z rodziny jaskrowatych (Ranunculaceae Juss.). Występuje endemicznie na Tajwanie. 

## Morfologia
PokrójBylina o lekko owłosionych pędach. Dorasta do 7–17 cm wysokości.
LiścieSą trójdzielne. Mają kształt od deltoidalnego do pięciokątnego. Mierzą 1–1,5 cm długości oraz 1,5–2,5 cm szerokości. Są owłosione. Nasada liścia ma sercowato ucięty kształt. Ogonek liściowy jest nagi i ma 1,5–6,5 cm długości.
KwiatySą pojedyncze. Pojawiają się na szczytach pędów. Mają żółtą barwę. Dorastają do 15–20 mm średnicy. Mają 5 owalnych działek kielicha, które dorastają do 5–6 mm długości. Mają 5 owalnych płatków o długości 7–10 mm.
OwoceNagie niełupki o owalnym kształcie i długości 1–2 mm. Tworzą owoc zbiorowy – wieloniełupkę o jajowatym kształcie i dorastającą do 5 mm długości.

## Biologia i ekologia
Rośnie na terenach skalistym i w gajach bambusowych. Występuje na wysokości od 3300 do 3900 m n.p.m. Kwitnie w lipcu. 